# Ultraje a Rigor
Ultraje a Rigor est un groupe de rock brésilien, originaire de São Paulo. Il connaît le succès en 1983 au Brésil, grâce aux chansons Inútil et Mim Quer Tocar. En 1985, le groupe se popularise à l'échelle nationale grâce à l'album Nós Vamos Invadir sua Praia, certifié disque d'or et de platine. Le même album est, plus tard, récompensé du meilleur album national de rock par MTV Magazine en décembre 2008.
Entre 2011 et 2013, le groupe faisait partie du talk-show brésilien, Agora É Tarde, sur Rede Bandeirantes, présenté par Danilo Gentili.

## Biographie
Le groupe Ultraje a Rigor commence comme cover band, principalement des Beatles, de punk rock et de new wave. La première formation, composée de Roger, Leôspa, Sílvio et Edgard Scandurra, commence à jouer des petits concerts dans les bars. En 1982, ils décident de nommer le groupe Ultraje to Rigor. Roger avait d'abord pensé à baptiser le groupe Ultraje. Ce jeu de mots est couronné de succès, et le nom Ultraje a Rigor est adopté.
En peu de temps, Silvio quitte le groupe et est remplacé par Maurício Defendi. En avril 1983, la nouvelle formation fait son premier concert uniquement avec ses propres compositions. Après quelques concerts, le groupe signe un contrat d'enregistrement avec le producteur Pena Schmidt, employé de la WEA, qui a également travaillé avec des groupes comme Ira! (auquel Edgard faisait partie) et les Titãs. Ultraje enregistre alors son premier single, Inútil/Mim Quer Tocar, qui, en raison de problèmes de censure, est publié qu'en octobre la même année.
Leur premier album, Nós Vamos Invadir Sua Praia, est publié quelques mois plus tard. Il est premier album rock brésilien à être certifié disque d'or et de platine. La plupart des chansons ont un grand succès, et le groupe joue à travers le pays, comme notamment à Canecão, Rio de Janeiro.
En 2015, le groupe enregistre l'album instrumental Por que Ultraje a Rigor?, Vol. 2, continuité de Por que Ultraje a Rigor?, sorti en 1990. Il est publié en août 2015. En 2016, ils jouent avec les Rolling Stones à l' Estádio do Maracanã pendant leur tournée América Latina Olé Tour 2016.

## Membres

### Membres actuels
- Roger Moreira - chant, guitare (depuis 1981)
- Mingau - basse, chant (depuis 1999)
- Marco Aurélio Mendes da Silva - batterie,chant (depuis 2002)
- Marcos Kleine - guitare, chant  (depuis 2009)

### Anciens membres
- Leonardo Galasso (Leôspa) - batterie (1981-1990)
- Sílvio - basse (1981)
- Edgard Scandurra - guitare solo (1981-1983)
- Maurício Defendi - basse (1981-1989)
- Carlo Bartolini (Carlinhos) - guitare solo (1983-1987)
- Flávio Soares Suete - batterie (1990-2002)
- Osvaldo Fagnani - basse (1989-1990)
- Heraldo Paarmann - guitare solo (1990-2002)
- Sergio Luis Graciano Petroni (Serginho) - basse (1990-1999)
- Sérgio Henrique Figueiredo Serra (Sérgio Serra) - guitare (1984-1990, 2002-2009)

## Discographie

### Albums studio
- 1985 : Nós Vamos Invadir sua Praia
- 1987 : Sexo!!
- 1989 : Crescendo
- 1990 : Por que Ultraje a Rigor?
- 1993 : Ó!
- 2002 : Os Invisíveis
- 2012 : O Embate do Século: Ultraje a Rigor vs. Raimundos
- 2015 : Por que Ultraje a Rigor?, Vol. 2

### Albums live
- 1999 : 18 Anos sem Tirar!
- 2005 : Acústico MTV - Ultraje a Rigor
- 2011 : Ira! e Ultraje a Rigor - Ao Vivo Rock in Rio

### Compilations
- 1992 : O Mundo Encantado do Ultraje a Rigor
- 1995 : Geração Pop
- 1996 : 2 é demais!/O melhor do Ultraje a Rigor 1
- 1997 : Pop Brasil
- 1998 : 2 é demais!/O melhor do Ultraje a Rigor 2
- 1998 : Música!/O melhor da música do Ultraje a Rigor
- 2000 : E-collection
- 2001 : O Melhor do Rock do Ultraje a Rigor

### EP
- 1983 : Inútil / Mim Quer Tocar
- 1984 : Eu Me Amo/Rebelde sem Causa
- 1986 : Liberdade para Marylou
- 2009 : Música Esquisita a Troco de Nada